# Niek Engelschmanbrug
De Niek Engelschmanbrug (brug 106) is een vaste brug in Amsterdam-Centrum.
Ze verbindt de Raadhuisstraat met de Westermarkt, ze overspant daarbij de Keizersgracht. Hier kwam in de jaren negentig van de 19e eeuw een brug, toen eerst de Warmoesgracht werd gedempt en later een doorbraak tussen de Herengracht en Keizersgracht werd gemaakt om een af- en aanvoerweg van en naar Amsterdam-West te maken. De route voldeed aan haar verwachtingen want in 1922/1923 kwamen al de eerste plannen om de bruggen in die route te verbreden. Voor brug 106 kwam realisatie pas laat op gang, in 1925 was het klaar. In dat traject zaten ook de aanpassingen aan brug 108 verderop in de radiaalweg.
De brug kreeg ook samen met brug 8 en brug 22 eenzelfde uiterlijk, maar kreeg maar twee doorvaarten in plaats van drie. Het ontwerp van de brug is afkomstig van de Dienst der Publieke Werken. En in dit geval is de brug zonder meer toe te wijzen aan Piet Kramer, de bruggenarchitect aldaar. De brug is gebouwd in de stijl van de Amsterdamse School met de afwisseling tussen bak- en natuursteen. Er zijn beelden van Hildo Krop op de brugpijlers. Tot slot heeft de brug balustrades van siersmeedwerk, hier zelfs ontworpen en gemaakt door H.J. Winkelman. In 2001 werd de brug tot rijksmonument benoemd. Het Monumentenregister omschrijft de brug daarbij als volgt: "Vaste plaatbrug met twee doorvaarten. Landhoofden van baksteen en natuursteen. Vleugels van baksteen, aan de onderzijde bij de waterlijn voorzien van blokken natuursteen en op de uiteinden verzwaard met gebeeldhouwde pylonen. Pijlers van baksteen en gedecoreerde blokken en banden natuursteen. Beeldhouwwerk bij de middenpijlers van grijs graniet voorstellende twee keer een faunskop met lange baard tussen groepen van drie kraaien waaronder twee koppen van kikkers. Stalen randliggers aan de onderzijde dichtgezet met stalen afdekplaten en aflopend aansluitend op andere liggers. De stalen randliggers hebben een eenvoudig geprofileerde afdeklijst van staal." De brug wordt omringd door gemeentelijke- en rijksmonumenten.
De brug speelde een rol tijdens rellen van 10 maart 1966, het huwelijk tussen prinses Beatrix en Claus van Amsberg. Op en rond de brug was veel politie en militairen op de been, die ingrepen en de demonstranten via de Keizersgracht weg probeerden te krijgen.
De drukke verkeersbrug geeft ook ruimte aan diverse tramlijnen.
De brug is in 2002 vernoemd naar Niek Engelschman, acteur, homo-activist en verzetsstrijder in de Tweede Wereldoorlog. Naast de brug ligt tussen de gracht en de Westerkerk het Amsterdams homomonument.

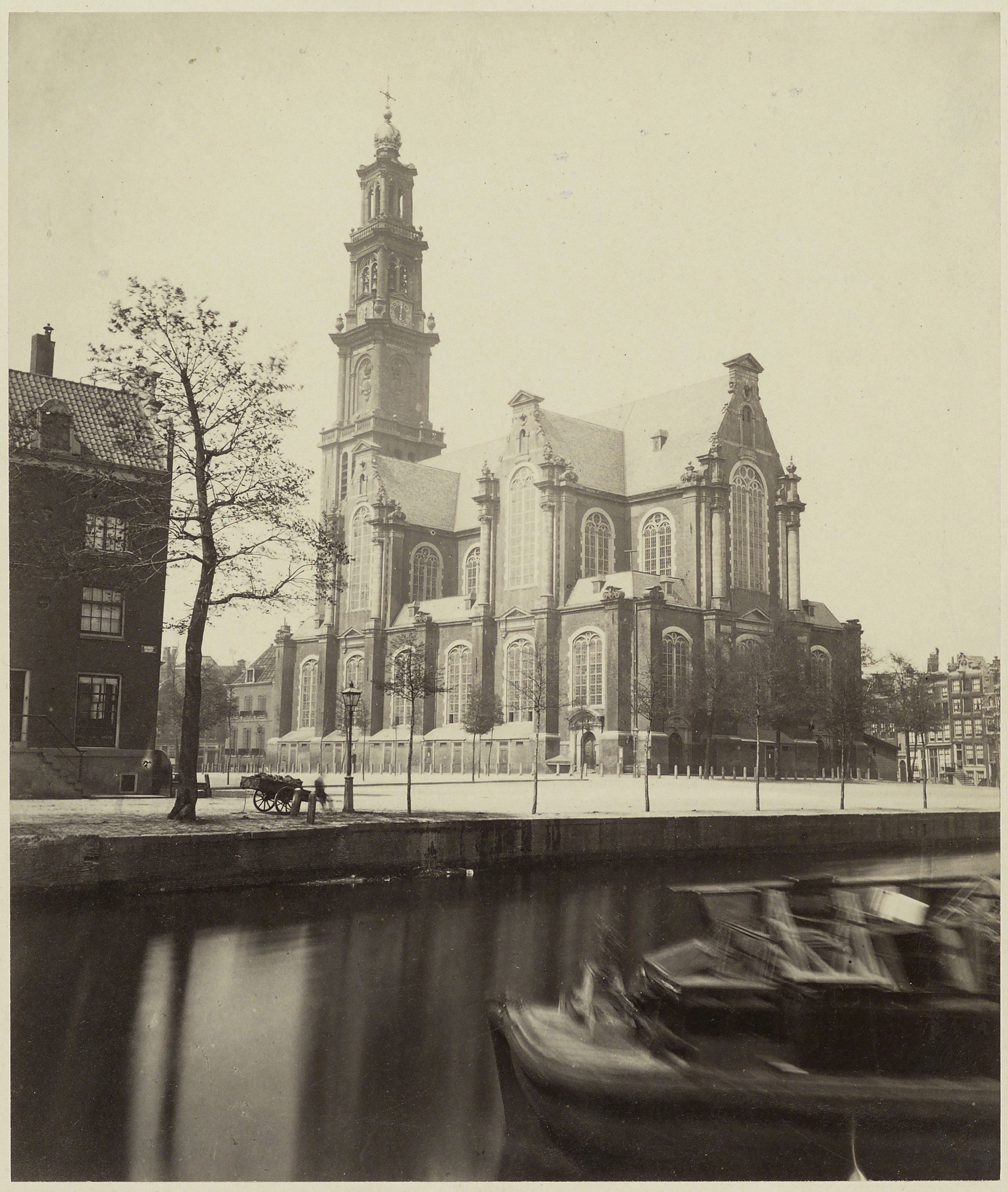
De Keizersgracht nog zonder brug
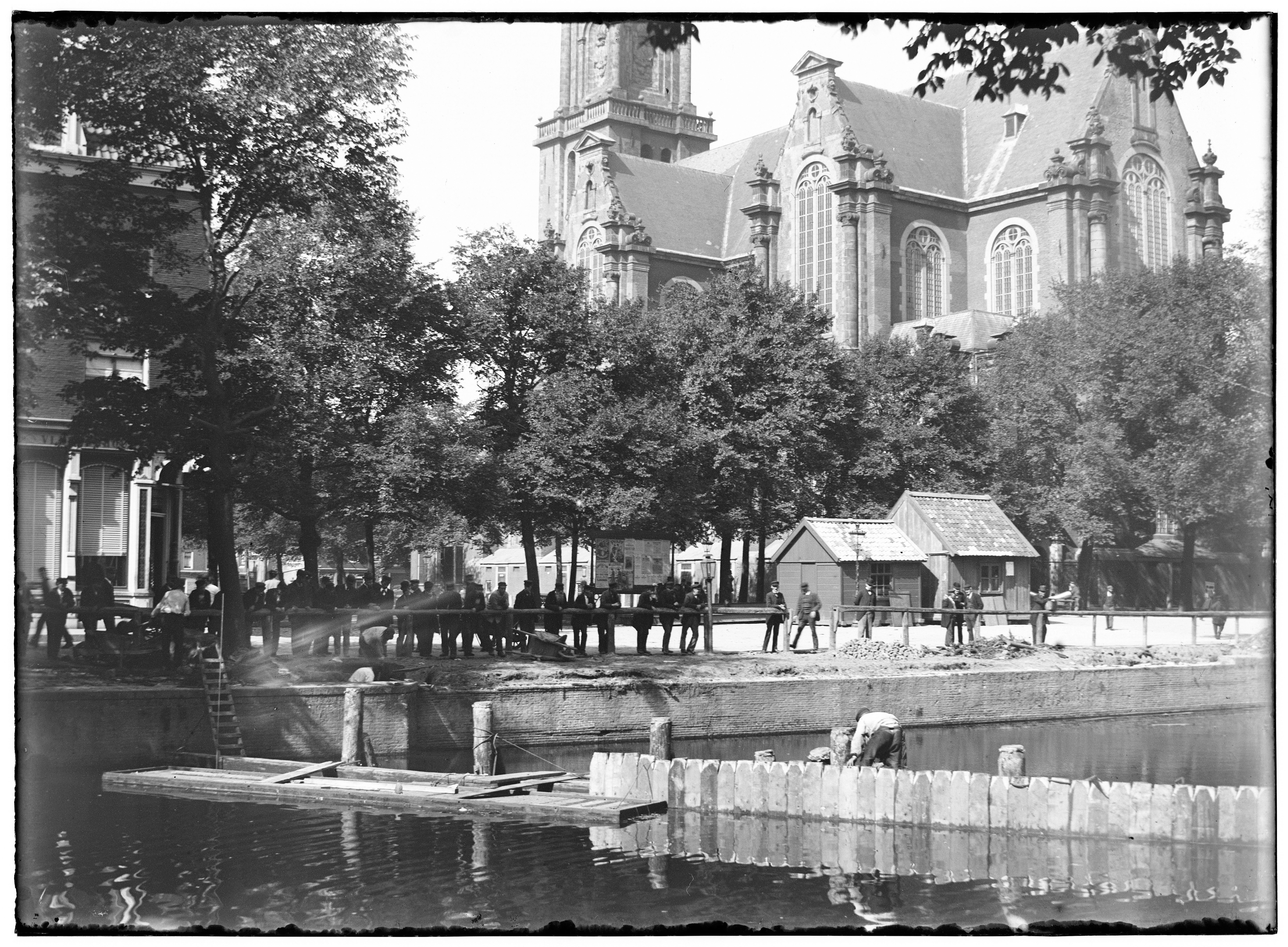
Brug in aanbouw (1895)
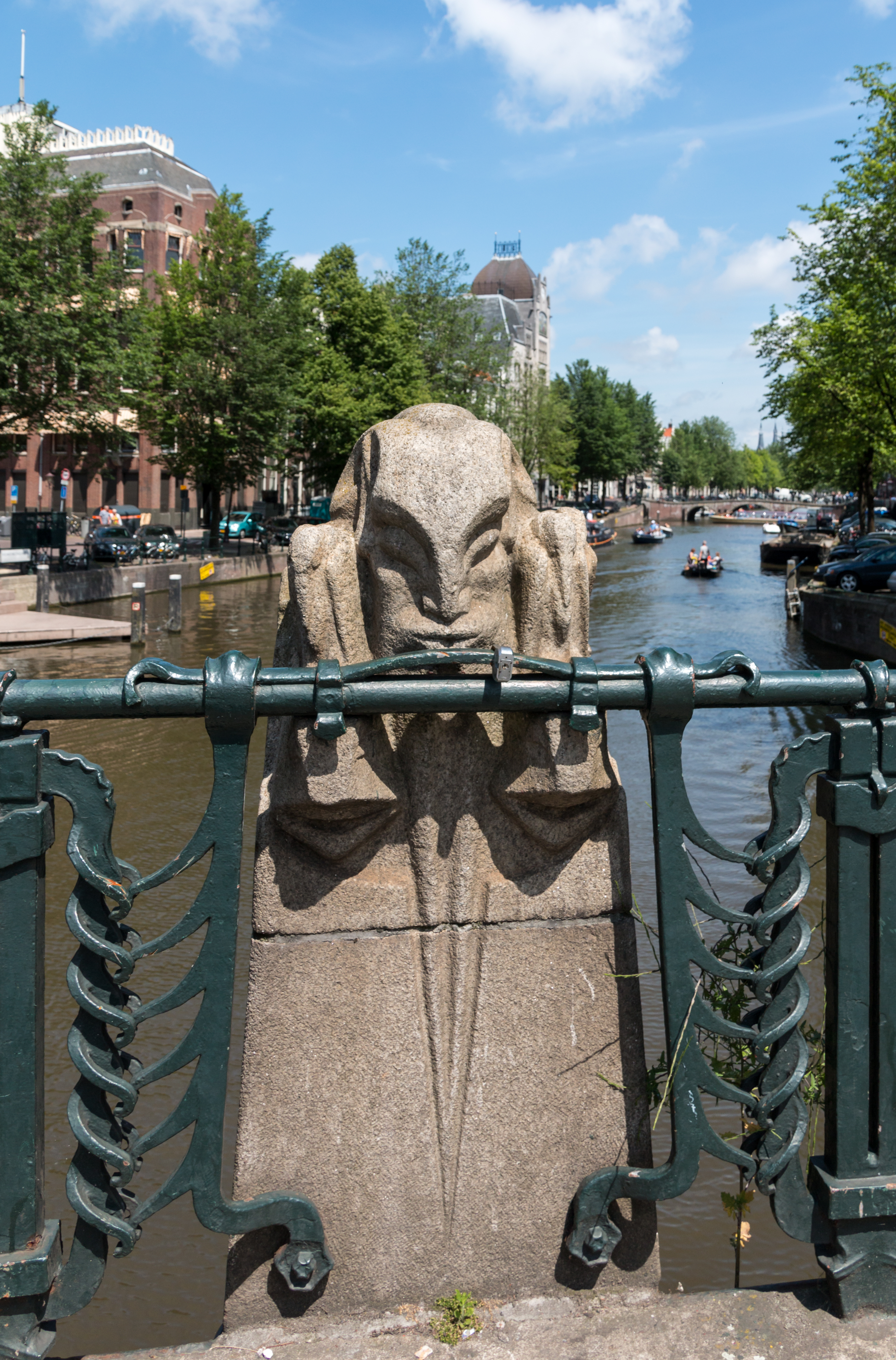
Faunskop van Hildo Krop

<<< · 100 · 101 · 102 · 103 ·  105 · 106 · 107 · 108 · 109 ·  110 · 111 · 112 · 113 · 114 · 115 · 116 · 117 · 118 · 119 · 120 · 121 · 122 · 123 · 124 · 125 · 126 · 127 · 128 · 129 · 130 · 131 · 132 · 135 · 136 · 137 · 138 · 139 · 140 · 141 · 142 · 143 · 144 · 145 · 146 · 147 · 148 · 149 ·  150 · 151 · 152 · 155 · 156 · 159 · 160 · 161 · 162 · 163 · 164 · 165 · 166 · 167 · 168 · 169 ·  170 · 171 · 172 · 173 · 174 · 175 · 176 · 177 · 178 · 179 · 180 · 181 · 182 · 183 · 184 · 185 · 186 · 187 · 189 · 190 · 191 · 192 · 193 · 194 · 195 · 196 · 198 · 199 · >>>
Brugnummers 104, 133, 134, 153, 154, 157, 158, 188 en 197 zijn niet (meer) in gebruik.